# Ștefan Martini
Ștefan Martini (n. secolul al XIV-lea – d. 10 ianuarie 1412) a fost un preot catolic dominican, episcop de Siret.
În tinerețe, s-a alăturat ordinului dominican. În 8 iunie 1394 a fost numit în funcția de episcop de Siret de către papa Bonifaciu al IX-lea. A slujit ca episcop până la decesul său din 10 ianuarie 1412. El nu a locuit în dieceza sa, rămânând în Dieceza de Cracovia, unde a slujit ca episcop auxiliar. În timpul domniei sale, Episcopia de Siret a fost exclusă din metropola⁠(<span title="Metropolă (jurisdicție religioasă)|metropola la Wikidata">d) de Kalocsa și încorporată în metropola de Lwow⁠(d).